# Pluvier du Tibet
Anarhynchus atrifrons
Espèce
Synonymes
Charadrius atrifrons
Statut de conservation UICN

 LC  : Préoccupation mineure
Le Pluvier du Tibet (Anarhynchus atrifrons, anciennement Charadrius atrifrons) est une espèce de petits échassiers de la famille des Charadriidae.

## Répartition
Le Pluvier du Tibet se reproduit dans les montagnes du Pamir, au Tian Shan, sur le plateau tibétain et dans le sud de la Mongolie. Il hiverne en Afrique de l'Est et du Sud, en Asie du Sud, de l'Est et du Sud-Est.
l'IUCN a classé en préoccupation mineure.

## Systématique
Le Pluvier du Tibet  était auparavant considéré comme conspécifique avec le Pluvier de Mongolie. Toutefois, une étude publiée en 2022 a proposé que le groupe mongolus du Pluvier de Mongolie soit une espèce sœur du Pluvier de Leschenault, et que le groupe atrifrons en soit également une autre espèce sœur. Une division taxonomique du Pluvier de Mongolie était donc nécessaire. Les auteurs ont suggéré un nouveau nom scientifique.
L'Union internationale des ornithologues a accepté la scission la scission du Pluvier de Mongolie en 2023, érigeant le Pluvier du Tibet en tant qu'espèce à part entière.

### Liste des sous-espèces
D'après la classification de référence (version 14.1, 2024) de l'Union internationale des ornithologues, le Pluvier du Tibet possède trois sous-espèces (ordre philogénique) :
- Anarhynchus atrifrons pamirensis (Richmond, 1896) : montagnes du Pamir ;
- Anarhynchus atrifrons atrifrons (Wagler, 1829) : Tibet ;
- Anarhynchus atrifrons schaeferi (Meyer de Schaunensee, 1937) : province chinoise du Qinghai.

## Espèces sœurs
- Pluvier de Mongolie (Anarhynchus mongolus) (Pallas, 1776)
- Pluvier de Leschenault (Anarhynchus leschenaultii) (Lesson, 1826)